# Dracaena (zoologia)

Dracaena Daudin, 1802 è un genere di lucertole della famiglia Teiidae.

## Distribuzione e habitat
Queste lucertole vivono in Sud America (Ecuador, Colombia, Suriname, Guyana francese,  Perù,  Brasile, Bolivia e Paraguay).
Passano molto tempo in acqua e abitano paludi, acquitrini e foreste acquitrinose, mentre trascorrono la notte su alberi o in cespugli.

## Tassonomia
Ne sono state descritte due specie:
- Dracaena guianensis Daudin, 1802
- Dracaena paraguayensis Amaral, 1950
- †Dracaena colombiana Estes, 1961 - Miocene medio, nel Gruppo Honda, Colombia;[3][4]

## Descrizione

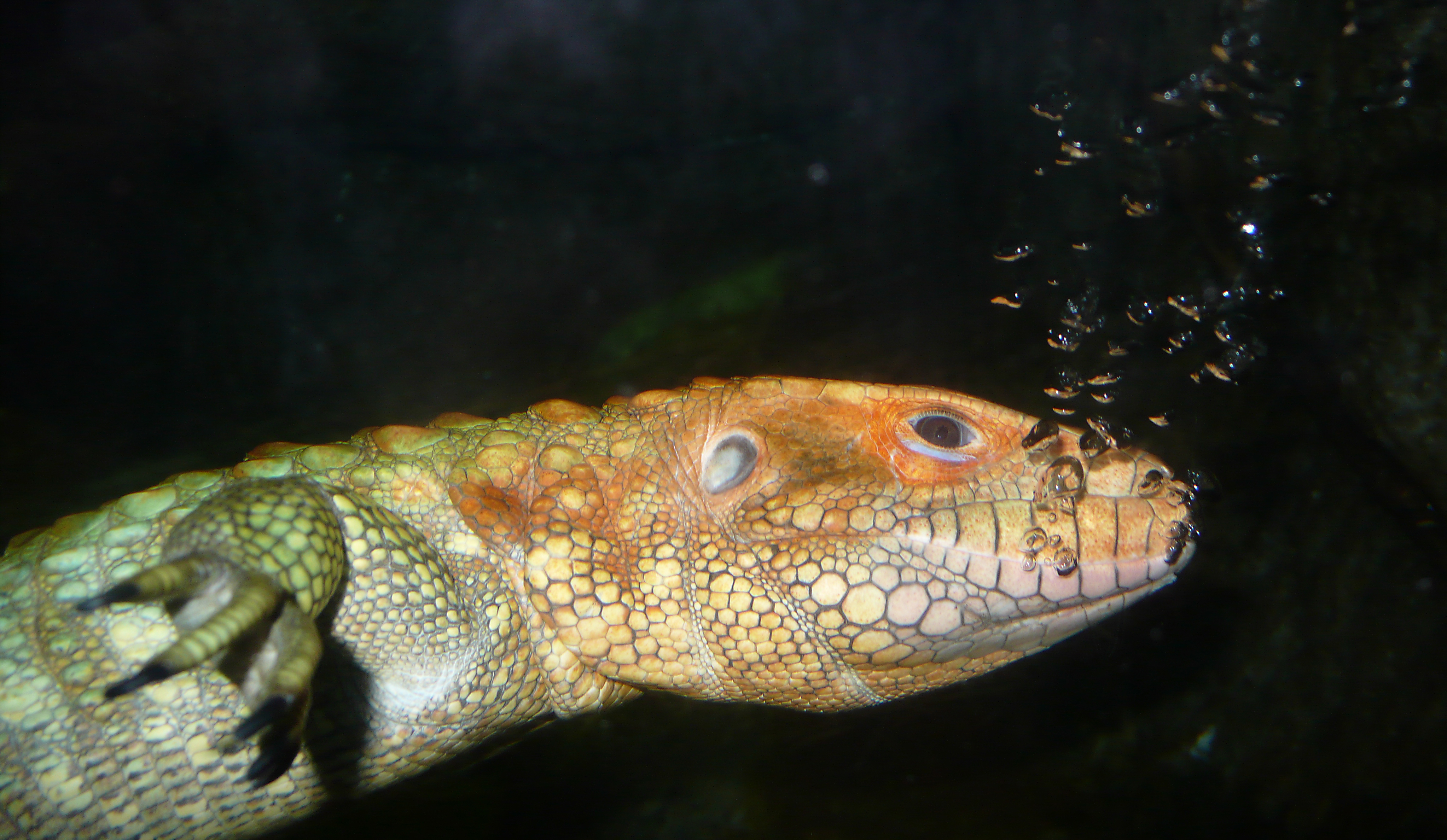
Dracaena guianensis in acqua

Le lucertole caimano sono di struttura simile ai Tegu, con un grande corpo e zampe corte ma robuste. La testa è corazzata e di colore rosso. Le mandibole hanno una forte muscolatura per aiutarle a nutrirsi delle loro prede, come lumache e pesci. Quando catturano una lumaca, alzano la testa per far cadere la preda all'interno della bocca, per poi romperne il guscio con i denti all'interno della bocca. Poi sputano i pezzi di guscio. Sono noti casi di predazione da parte di questi animali su tartarughe. Hanno anche adattamenti allo stile di vita acquatico, come una lunga coda appiattita lateralmente. Gli occhi sono dotati di una terza palpebra che aiuta la visione in acqua. La lucertola caimano del Nord (Dracaena guianensis) in particolare ha una colorazione molto simile a quella dei coccodrilli, ossia di un verde chiaro con strisce verde scuro.
Le lucertole caimano del Paraguay (Dracaena paraguayensis), hanno invece un corpo di colore grigio.
La schiena delle lucertole caimano è dotata di tubercoli che danno all'animale l'aspetto di un coccodrillo e che fungono da difesa contro i predatori. Queste lucertole possono raggiungere 1.2 metri di lunghezza e pesare più di 4.5 kg.